# Yogetor
Genre
Yogetor est un genre d'araignées aranéomorphes de la famille des Salticidae.

## Distribution
Les espèces de ce genre se rencontrent en Tanzanie et en Éthiopie.

## Liste des espèces
Selon World Spider Catalog (version 18.0, 27/05/2017) :
- Yogetor bellus Wesolowska & Russell-Smith, 2000
- Yogetor spiralis Wesolowska & Tomasiewicz, 2008

## Publication originale
- Wesołowska & Russell-Smith, 2000 : Jumping spiders from Mkomazi Game Reserve in Tanzania (Araneae Salticidae).  Tropical Zoology, vol. 13, p. 11-127 (texte intégral).